# Bremen (Kentucky)
Bremen ist ein Ort im US-Bundesstaat Kentucky. Das U.S. Census Bureau hat bei der Volkszählung 2020 eine Einwohnerzahl von 172 ermittelt. Er liegt im Muhlenberg County und bestand aus 164 Haushalten. Er geht auf Einwanderer zurück, die die Siedlung nach der deutschen Stadt Bremen benannten. 

## Geschichte
Um 1800 kam Reverend Samuel Danner in das County. Er war ein 1784 geborener Dunkard-Prediger, der am 7. Juli 1857 in Bremen verstarb. Dort bestand eine Gemeinde der deutschen Baptisten.
Um 1825 entstand das erste Postamt, das um 1860 nach Bennetsville verlegt wurde, aus dem Bremen hervorging. Andrew und Peter Shaver kamen rund 20 Jahre nach Entstehung des Countys in die Region. Peter Shaver, dessen Vater Andreas Schaber nach dem Amerikanischen Unabhängigkeitskrieg aus Bremen ausgewandert war, setzte durch, dass der Ort nach dem Geburtsort seines Vaters benannt wurde. Peter Shaver hatte zusammen mit seinem Vater im Britisch-Amerikanischen Krieg von 1812 bis 1815 gekämpft, bei dem der Vater ums Leben gekommen war. Er heiratete am 30. November 1815 Nancy Peters, mit der er mindestens 50 Jahre zusammen lebte; er selbst arbeitete als Lehrer. Peter Shavers Brüder John, Jonathan und David waren gleichfalls zwischen 1820 und 1825 in das Muhlenberg County gekommen, doch verließen sie das Gebiet um 1840. Die Region war zu dieser Zeit als The Dutch Settlement bekannt, doch binnen weniger Generationen verloren sich deutsche Sprache und Kultur.
James R. Gross, der am Sezessionskrieg teilnahm, hinterließ tagebuchartige Aufzeichnungen; Isaac Miller war ein weiterer Kriegsteilnehmer aus Bremen. Südlich von Bremen wurde auf dem Gish Old Field exerziert. Schon vor dieser Zeit entstand eine erste öffentliche Schule, eine von sechs im County.
Die Region war bekannt für ihre Tabakunternehmen, von denen vier oder fünf bestanden, davon eine in Bremen. Ihren Höhepunkt erlebte die Produktion in den Jahren 1892 bis 1898, als die vier Unternehmen mehr als eine Million Pfund pro Jahr produzierten. Thomas C. Summers besaß ein großes Haus in Bremen.
Vor dem Ersten Weltkrieg hatte der Ort 75 Einwohner. Die Sümpfe am Black Lake wurden trockengelegt. In Bremen bestand ein Presbyterian Institute.
Bei der Tornadoserie in der Nacht vom 10. Dezember auf 11. Dezember 2021 richtete ein Tornado erheblichen Schaden an.